# Formule X
De Formule X is een lanceerachtbaan in het Haagse attractiepark Drievliet.

## Algemene informatie
De achtbaan is ontworpen en gebouwd door de Duitse achtbanenbouwer Maurer Söhne. De attractie werd op 6 april 2007 voor het publiek geopend, nadat deze eerst gedurende zes weken getest was. Er zijn twee treintjes met elks een capaciteit van zes personen, waardoor de Formule X 650 bezoekers per uur kan verwerken. De attractie is speciaal gemaakt voor Familiepark Drievliet. Het thema van de attractie is een Formule 1-race.

## Rit
Na de lancering volgt een dive loop met daarna een verticaal hoefijzer. Hierna komt een steile helling en daarop weer een afdaling. Vervolgens schiet men door een inline twist om te eindigen met een overbanked curve van 135°. In totaal heeft de Formule X een lengte van 355 m en een duur van 47 seconden, wat het een relatief korte achtbaan maakt. De topsnelheid is 70 km/h.